# چاپ دستی

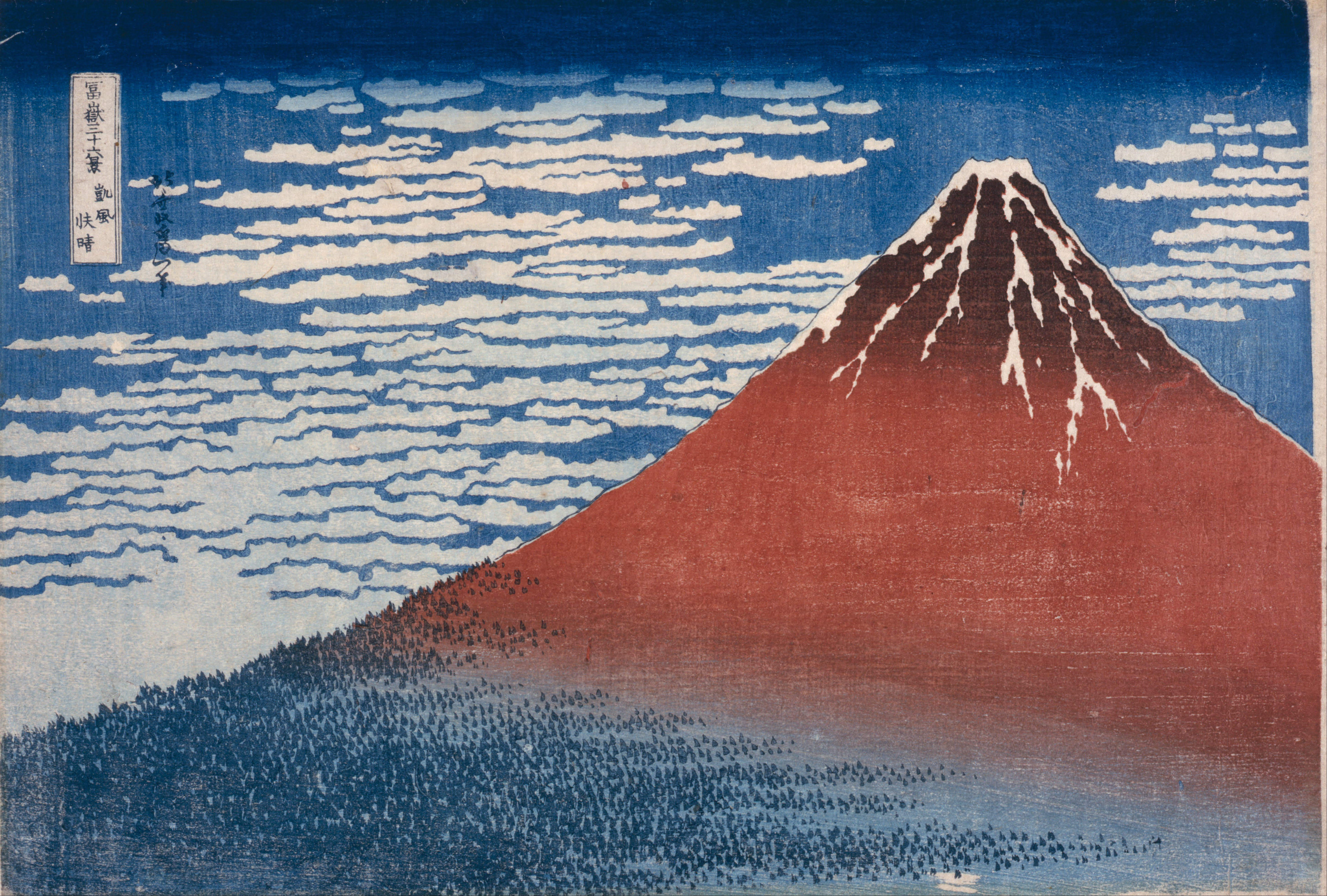
کوه فوجی، چاپ چوب "وودکات" توسط کاتسوشیکا هوکوسائی از مجموعهٔ ۳۶ منظرهٔ کوه فوجی

چاپ دستی که با نام‌های چاپ هنری و در اصل چاپسازی (به انگلیسی: Printmaking) شناخته می‌شود. 
چاپسازی شاخه‌ای از هنرهای تجسمی است که در آن هنرمند اثر هنری خود را از طریق تکنیک‌های چاپسازی، سطح چاپ‌دهنده‌ای را ساخته و بر روی سطوحی، عموماً کاغذ یا گاهی پارچه، چرم، پلاستیک و سطوح دیگر، در تیراژهای اندک تکثیر می‌نماید.
اما واژه چاپ دستی برای برگردان واژه اصلی یعنی printmaking مناسب نیست و بهتر است از واژه "چاپسازی" بجای چاپ دستی استفاده کرد. 
چاپسازی امکانات تکنیکی و بیانی بسیار متنوعی را در اختیار هنرمند می‌گذارند، علاوه بر این هنرمند به مدد چاپسازی و خلق ادیشن های محدود اثر خود می‌تواند نمونه‌های ارزان‌تری را نسبت به آثار تک نسخه در دسترس مخاطبان قرار دهد. به همین سبب در قرن‌های اخیر اغلب هنرمندان تجسمی روش‌های حکاکی و چاپسازی را آزموده و در آن‌ها به استادی رسیده‌اند.
چاپ به طور کل یعنی انتقال اطلاعات دیداری از سطح چاپ دهنده به سطح چاپ شونده به وسیله مرکب و فشار جهت تکثیر اطلاعات دیداری. انواع متداول سطح چاپ دهنده عبارتند از: گراوور، مهر، شابلون، باسمه و ... .
چاپ امروزه از نظر کاربرد به دو دسته چاپ‌های هنری و چاپ‌های صنعتی تقسیم بندی می‌شوند. این نوشتار اما درباره چاپ‌های هنری است.
هنرمند برای ساخت سطح چاپ‌دهنده سطوح مرکب‌گیر را از سطوح مرکب‌نگیر تفکیک می‌نماید. این تفکیک به چهار روش کلی انجام می‌پذیرد که به روش‌های چهارگانه چاپ شناخته می‌شود.
این چهار دستهٔ اصلی شامل ۱. چاپ برجسته ۲. چاپ گود ۳. چاپ مسطح ۴. چاپ توری هستند.
چاپسازی (پرینت‌میکینگ) "Printmaking" نیز بر حسب همین چهار روش به چهار زیر شاخه کلی تقسیم می‌گردد:
- چاپ‌های برجسته (سیلوگرافی) "Xylography" شامل تکنیک‌های (لینوکات) "Linocut" و (وودکات) "Woodcut" و (ووداینگروینگ) و "Woodengreving" و مشابه آن می‌باشد.

- چاپ‌های گود (کالکوگرافی) "Chalcography" که به اصطلاح رایج به چاپ فلز نیز شناخته می‌شوند اگر بدون اسیدکاری و با کمک ابزار اثرگذار حکاکی شوند به <کالکوگرافی مستقیم> و اگر با کمک اسید حکاکی شوند به <کالکوگرافی غیرمستقیم> شناخته می‌شوند. کالکوگرافی مستقیم شامل تکنیک های (درایپوینت) ، (مزوتینت) و (بولینو) هستند. کالکوگرافی غیرمستقیم شامل تکنیک‌های(اچینگ) ، (آکواتینت) ، (سافت‌گراند) ، (هاردگراند) ، (لیفت‌گراند) ، (فتواچینگ) و مشابه آن می‌باشند.
- چاپ‌های مسطح (لیتوگرافی) "Lithography" که همان چاپ سنگی می‌باشد.
- چاپ‌های توری (سریگرافی) "Seigraphy" که همان چاپ اسکرین یا به اصطلاح رایج چاپ <سیلک!> می‌باشد.

## پیشینه

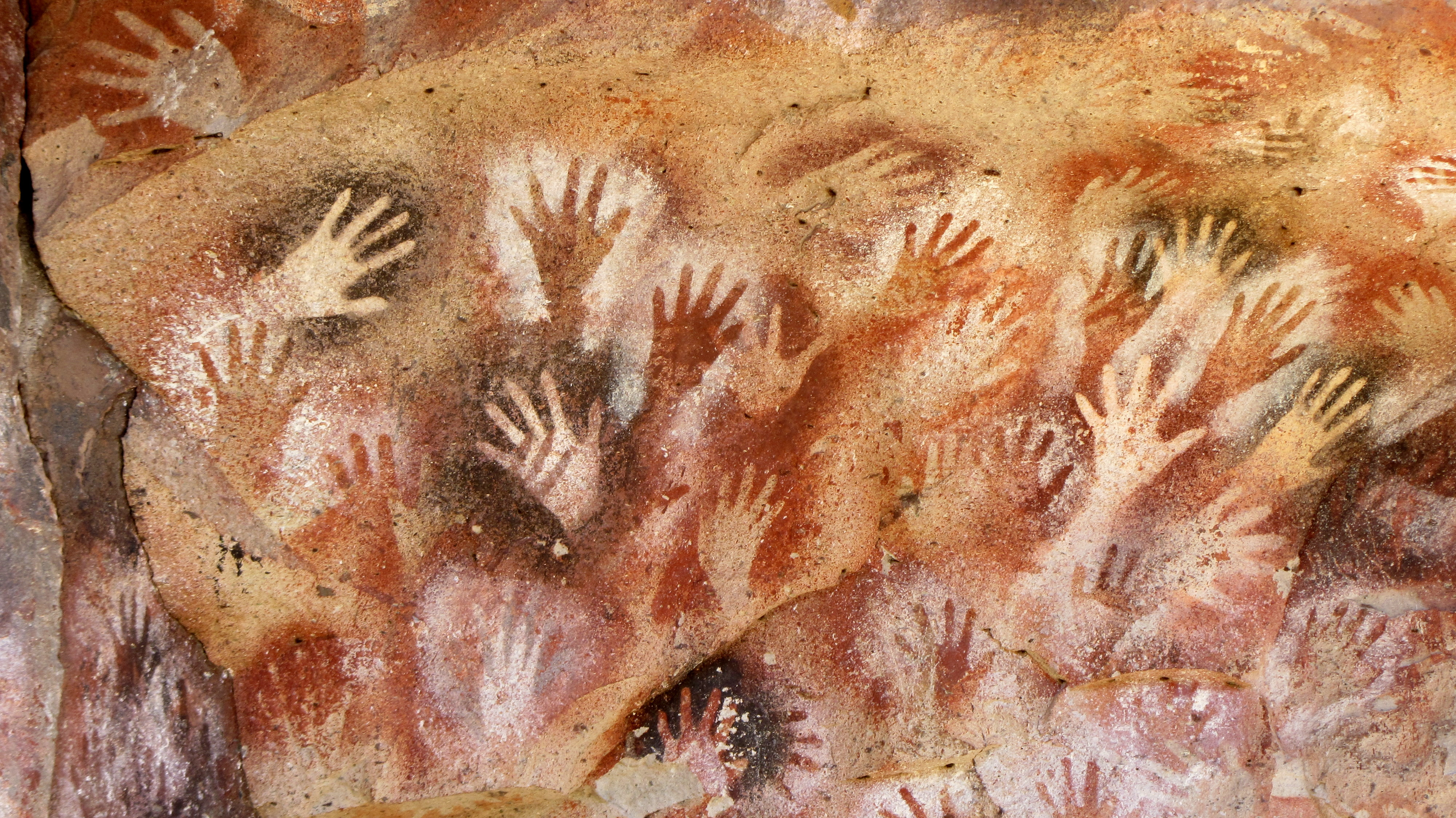
نمونه‌هایی از نقوش دست چاپ شده واقع در غار دست‌ها در سانتا کروس، آرژانتین بر اساس تاریخ‌گذاری رادیوکربن قدمت این آثار به حدود ۹۳۰۰ سال پیش بازمی‌گردد.

چاپ دستی سابقه‌ای بسیار طولانی دارد. اولین نمونه چاپ دستی توسط انسان پیشاتاریخ ثبت شده‌است که در غار گارگاس واقع در ضلع شمالی رودخانه گارون در فرانسه است. در این غار نمونه‌هایی از شکل دست انسان به ثبت رسیده‌اند. نقوش دست به دو حالت مثبت و منفی در غار ثبت شده‌اند. در چاپ منفی احتمال می‌رود که فرد رنگ سائیده شده را با روغن یا آب مخلوط کرده و سپس با نی روی آن فوت می‌کرده‌است، با این عمل رنگ به صورت ذرات ریز درآمده و بدین ترتیب به روی اطراف دست منتقل می‌شدند. در چاپ مثبت فرد دست خود را آغشته به ماده رنگی می‌کرده و بر روی سطوح غار فشار می‌داده‌است. نمونهٔ مشابه این کار در غار دست‌ها در آرژانتین نیز دیده می‌شود.

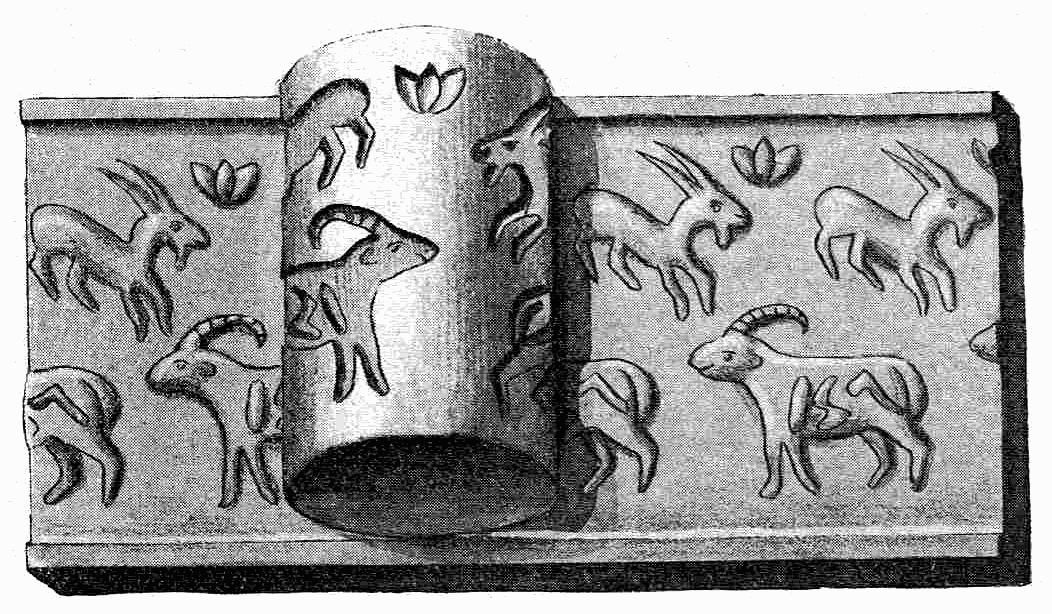
نمونه‌ای از مهر استوانه‌ای (سیلندری) که نحوهٔ چاپ شدن بروی گل رس را نشان می‌دهد.

در دوران باستان مهرهای استوانه‌ای و مسطح که از جنس سنگ و گل رس بودند، بسیار رواج داشتند. بیشتر این مهرها که مربوط به شش هزار سال پیش از میلاد است، در مناطق عراق و ترکیه نمونه‌هایی از آنها کشف شدند که جنبه‌ای رسمی برای شناسنامه و تعیین مقام اجتماعی یا تزیینی داشتند. این مهرها بر روی لوحهای گلی مرطوب همراه با فشار چاپ می‌شدند. پس از آن مهرهای استوانه ای می‌باشند که مربوط به اوروک واقع در عراق و شوش واقع در ایران است و قدمت آن به ۳۳۰۰ سال قبل از میلاد می‌رسد.
چاپ روی پارچه به وسیلهٔ قالب‌های چوبی در سدهٔ چهارم پیش از میلاد در هند رواج داشته‌است. این روش در سدهٔ دوم پیش از میلاد به چین و سپس به ایران وارد شده که پارچه‌های دوره ساسانی نشانگر نمونه ای از آن است. چینی‌ها که از پیش مرکب را ساخته بودند در اوایل سده اول میلادی از چاپ چوب در چاپ نوشته و انگ استفاده می‌کردند. در ابتدای قرن هفتم میلادی چاپ چوب به مرهون اختراع کاغذ توسط چینی‌ها در شرق و سپس در جهان غرب به سرعت گسترش پیدا کرد. چاپ چوب بعدها زمینه‌ساز سبکی مشخص به نام چاپ باسمه‌ای در ژاپن شد.

## تکنیک‌ها و دسته‌بندی

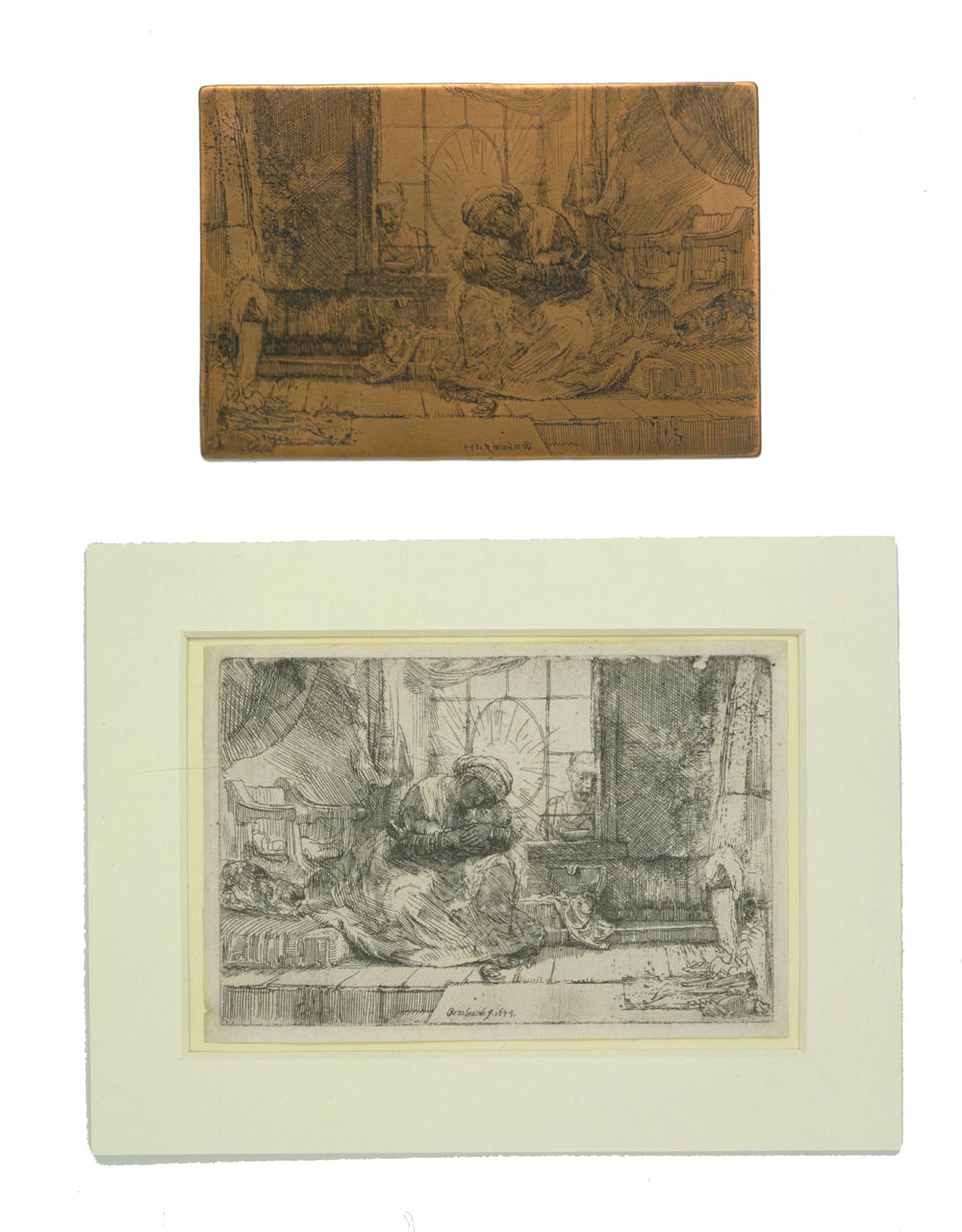
تصویر بالا: یک کلیشهٔ سریگرافی (اچینگ)، تصویر پایین: نتیجه چاپ شده روی کاغذ. مریم و کودک با یک گربه، اثر رامبراند ۱۶۵۴

چاپ دستی از طریق کلیشه یا همان واسطه‌ای که با آن مادهٔ چاپ شونده (مثل رنگ) برروی مادهٔ چاپ پذیر (مثل کاغذ) چاپ می‌شود، به چهار دسته اصلی قابل تقسیم است:
- چاپ گود (اینتالیو)
- چاپ برجسته (ریلیف)
- چاپ مسطح
- چاپ شابلونی[۱۱]

بر اساس نوع جنس پلیت (کلیشه) چاپ‌ها به چهاردسته تقسیم می‌شوند:
- سیلوگرافی (به انگلیسی: Xylography): کلیشهٔ این دسته از جنس چوب است.
- کالکوگرافی (به انگلیسی: Chalcography): کلیشهٔ این دسته از جنس مس و دیگر فلزات است.
- لیتوگرافی (به انگلیسی: Lithography): کلیشهٔ این دسته از جنس سنگ است.
- سریگرافی (به انگلیسی: Serigraphy): کلیشهٔ این دسته از جنس پارچه ابریشمی است[۱۲]

## چاپ گود

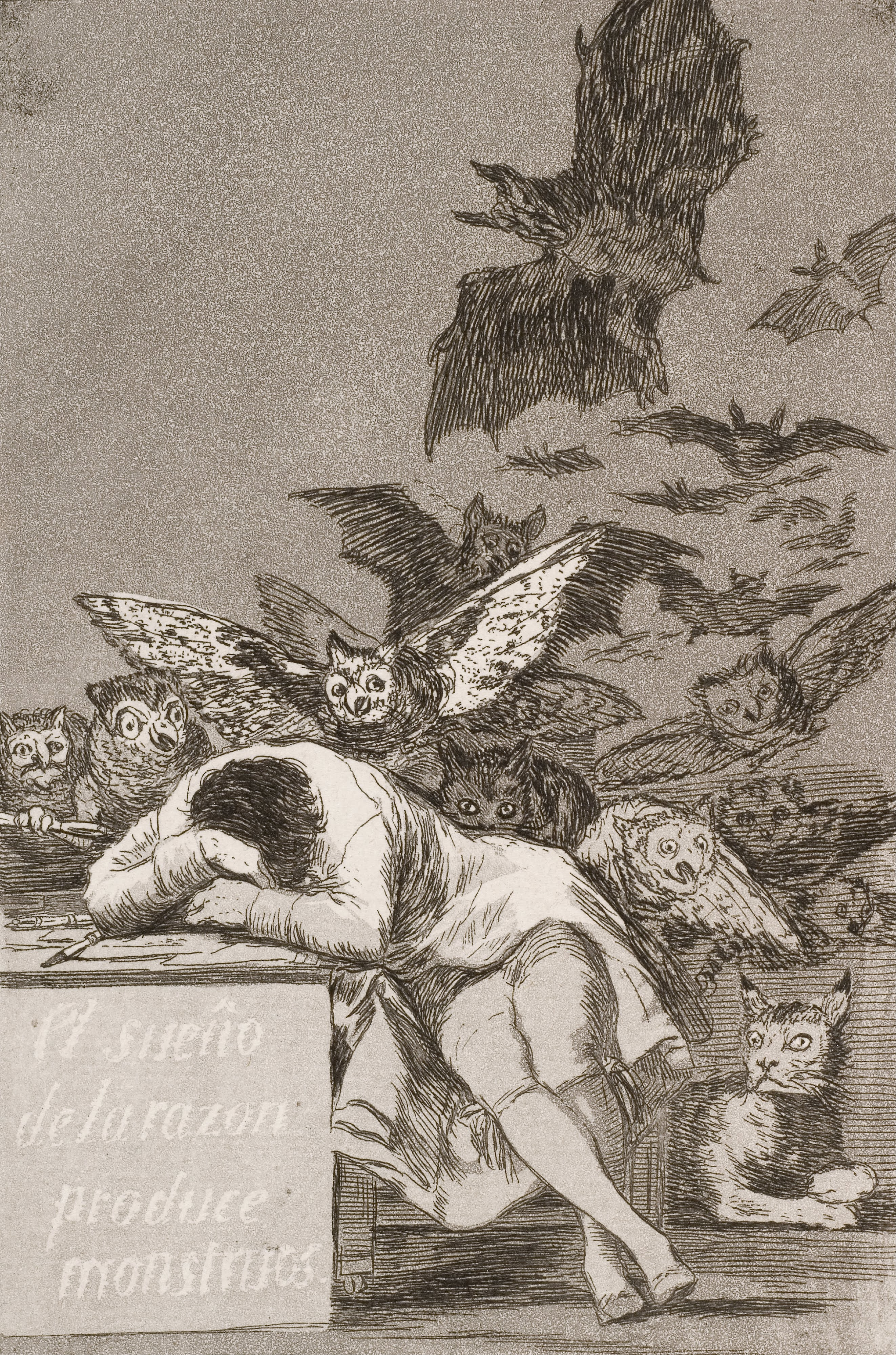
نمونه‌ای از چاپ اینتالیو (گود)، تلفیقی از چاپ آکواتینت و چاپ اچینگ، خواب خرد هیولا تولید می‌کند، اثر فرانسیس گویا، ۱۷۹۹م

در کلیشهٔ چاپ گود طرحها به نسبت پس زمینه سطحی پایین‌تری دارند. به معنای دیگر فرد برای ایجاد طرحی می‌خواهد مادهٔ چاپ شونده آن را چاپ کند، از طریق وسایل کنده کاری رو کلیشه را حکاکی می‌کند. چاپ فلزی از رایجترین چاپهای گود است که خود به دو دستهٔ اصلی مستقیم و غیرمستقیم دسته‌بندی می‌شود.

#### چاپ تیزابی یا اِچینگ
این روش چاپ در خانواده چاپ فلزی و از نوع چاپ گود می‌باشد. در چاپ تیزابی، سطح لوح فلزی را با ماده‌ای که ضد تیزاب است به‌طور کامل می‌پوشانند سپس از طریق وسایل کنده کاری تیز بر روی فلز طراحی می‌کنند و در آخر آن را درون تیزاب قرار می‌دهند. چون قسمتهایی از طرح که کنده کاری شده تحت پوشش مادهٔ ضد تیزاب نیست، توسط تیزاب اسیدخورده می‌شود و گود افتاده می‌شود و زمانی که مرکب را بر روی سطح آن آغشته می‌کنند، قسمتهای گود مرکب را به خود می‌گیرد. برای انتقال کلیشه بر روی کاغذ باید فشار زیادی به آن وارد شود تا مرکبهای داخل گودی به کاغذ منتقل شوند. در چاپ تیزابی، معمولاً نتیجهٔ تصویری با ارزش خطوط صریح و ظریف است. از هنرمندانی که از این نوع چاپ در آثارشان استفاده کرده‌اند می‌توان به اتو دیکس، آلبرشت دورر، رامبراند، فرانسیسکو گویا، جیمز انسور، کته کولویتس، پابلو پیکاسو و ادوارد هاپر اشاره کرد.

#### چاپ سایه روشن یا مزوتینت

نمونه ای از چاپ مزوتینت، پرتره‌ای از ادگار آلن پو اثر ویلیام سارتین، ۱۸۹۶ میلادی

این چاپ نیز از خانواده چاپ فلزی و از نوع گود است. در این چاپ ابتدا کلیشه را به صورت کامل با شانه‌ای مغاری خراش مینهد که در این مرحله کلیشه یک صفحه سیاه را نتیجه می‌دهد سپس از طریق وسیله‌ای صیقلی به نام برنیشر (burnisher) طرح را از طریق ایجاد نقاط ریز، سایه روشن ایجاد می‌کنند. برعکسِ دیگر روشهای چاپ، این شیوهِ چاپ از سیاه به سفید است. در این چاپ از کشیدن خط یا هاشور و خطوط متقاطع استفاده نمی‌شود. بلکه با نقطه گذاری‌های ریز و ایجاد سایه روشن طراحی می‌شود. این چاپ به دلیل طیف وسیعی از سایه روشنی که ایجاد می‌کند به چاپ سایه روشن معروف است.

#### چاپ آکواتینت یا آبرنگنما
از دستهٔ چاپ فلزی و گود است و روش و تکنیک کار بسیار شبیه به چاپ اچینگ است با این تفاوت که در محلول عایق تیزآب تخلخلهایی ایجاد می‌شود تا باعث تنالیته‌های بیشتری شود. به دلیل آنکه سبک کار شبیه به آبرنگ و آب مرکب است به این اسامی نیز معروف است.

## چاپ برجسته
در این چاپ که به آن ریلیف هم می‌گویند، برعکس چاپ گود قسمتهایی از سطح کلیشه که در قسمت بالاتری قرار دارند به وسیلهٔ مادهٔ چاپ شونده چاپ می‌شوند. به معنای دیگر فرد برای ایجاد طرح، باید اطراف طرحی که می‌خواهد چاپ کند را کنده کاری کند تا قسمت مد نظر برجسته شود. چاپ لینولئوم و چاپ چوبی ازروشهای متداول در چاپ برجسته هستند.

#### چوب تراش و لینوتراش

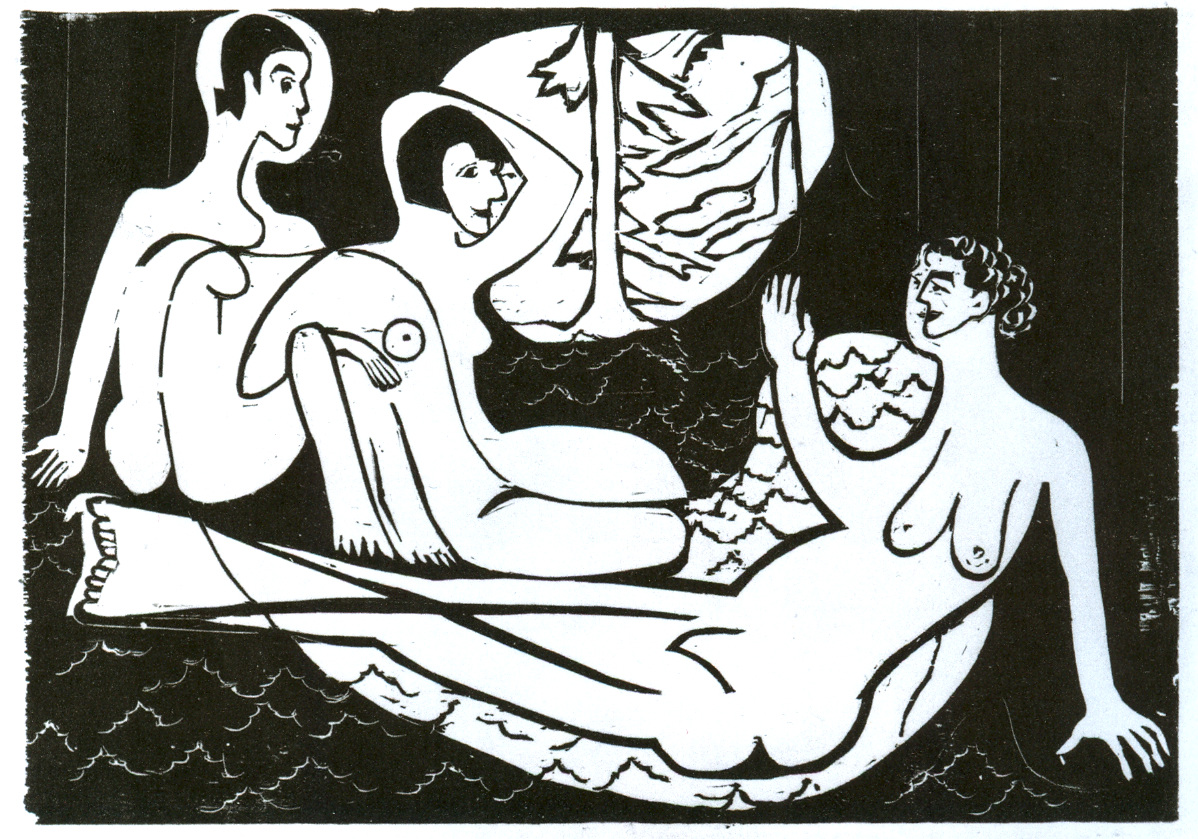
نمونه‌ای از چاپ چوبی، اثر ارنست لودویگ کیرشنر، ۱۹۳۳

چاپ چوبی یا کنده کاری چوبی یا چوبتراش نوعی از چاپ برجسته است که در آن نقش مدنظر به صورت برجسته بر روی سطح چوبی کنده کاری شده و با قرار دادن آن بر روی مرکب یا مادهٔ چاپ شونده طرح را چاپ می‌کنند. در چاپ لینولئوم یا لینوتراش نیز همانند روش چوبتراش است با این تفاوت که جنس کلیشهٔ آن از جنس لینولئوم می‌باشد. تفاوت عمده‌ای که می‌توان میان لینوتراش و چوبتراش قائل بود این است که در چاپ لینوتراش فرمها و بافتهای ایجاد شده نرم و در چوبتراش بافت و فرم به دلیل ویژگی سخت چوب، سخت و زاویه دار هستند. از هنرمندان نامداری که از این تکنیک در آثار خود استفاده کرده‌اند می‌توان به  ارنست کیرشنر، آلبرشت دورر، هانس بورگمایر، هوکوسای، هیروشیگه، فرانتس مارک و ادوارد مونش اشاره کرد.

## چاپ مسطح
در این نوع چاپ هم قسمت چاپ شونده و هم غیر چاپ شونده یکدست هستند و در یک سطح قرار دارند. در این نوع چاپ از طریق تضاد جاذب نبودن آب و مرکب چرب طرح بروی کلیشه ایجاد می‌شود. معروف‌ترین چاپ مسطح، چاپ سنگی است که بعدها این تکنیک به صورت صنعتی در چاپ لیتوگرافی استفاده شد.

## چاپ شابلونی

نمونه‌ای از چاپ سیلک اسکرین، مرد ارغوانی در حال پرش اثر اندی وارهول، ۱۹۶۳م، واقع در موزه هنرهای معاصر تهران

در این نوع روش، بر خلاف سه نوع دیگر که کلیشه بروی کاغذ منعکس می‌شود، کلیشه قسمتهایی از طرح را که قرار است چاپ شود را از میان خود عبور می‌دهد. در این نوع شابلون یا همان کلیشه به گونه‌ای ساخته می‌شود که قسمتهایی که قرار نیست چاپ شوند پوشیده و قسمتهایی که قرار است چاپ شود خالی و بازمی‌ماند. چاپ سیلک اسکرین از معروفترین نمونه‌های این نوع چاپ است.

### سیلک اسکرین
سیلک اسکرین نوعی چاپ شابلونی است که به دلیل استفاده از قابهای توری از جنس ابریشم به این نام شهرت دارد. در این چاپ، قاب توری با مادهٔ حساس به نور به‌طور کامل آغشته می‌شود و به قسمتهایی که قرار است چاپ نشوند نور تابانده می‌شود که باعث سفت شدن آن نقاط می‌گردد و قسمتهایی که نور نخورده با فشار آب شسته می‌شوند. اینکار شابلونی از طرح به ما می‌دهد که قابل چاپ است. به دلیل اینکه امروزه از ابریشم در ساخت توری استفاده نمی‌شود، به آن چاپ اسکرین گفته می‌شود. امروزه جنس توری‌ها بسته به موارد کاربرد به نایلون، پلی استر، فلز و غیر آن تغییر یافته‌است.

## برخی لوازم و ابزار
- «تید» دستگاهی است که عکس را منفی (نگاتیو) کرده روی زینک ثبت می‌کند. این دستگاه در گذشته با نور آفتاب کار می‌کرد و اگر روزی آفتاب نمی‌تابید دستگاه تید هم کار نمی‌کرد.
- «ویراتیف» (عکس معکوس)
- «زینک» ورقهٔ فلزی که تصویر روی آن نقش می‌بندد.
- «اسید» برای شستن زینک
- «قیدا» دستگاهی برای گراورسازی
- «کلوریون» ماده‌ای ژلاتینی

## چاپ دستی در ایران
گراورسازی در ایران بعد از نشر روزنامه‌های متعدد رونق گرفت. اولین گراورسازی در ایران را یک متخصص آلمانی آغاز کرد و بعدها شاگردان وی خود استادکاران برجسته‌ای شدند که از آن جمله می‌توان مهدی مصورالملک را نام برد.

## چاپ دستی در ژاپن
اوکی‌یوئه گونه‌ای از چاپ کلیشهٔ چوبی است که در دوران ادو در ژاپن به مرحلهٔ باروری رسید. چاپ‌های چوبی اوکی‌یوئه به موضوع‌های روزمره زندگی می‌پرداخت و به سوژه‌هایی چون کابوکی، ادبیات کلاسیک، آداب و رسوم، مذهب، شعر، طبیعت بی‌جان، زندگی دربار و غرب‌گرایی توجه نشان می‌داد. اوکی‌یوئه در واژه به معنای نقاشی‌های جهان گذران است. این نقاشی‌ها، زیبایی‌های زودگذر جهان ملموس را موضوع کار خود قرار می‌دادند.

## نگارخانه

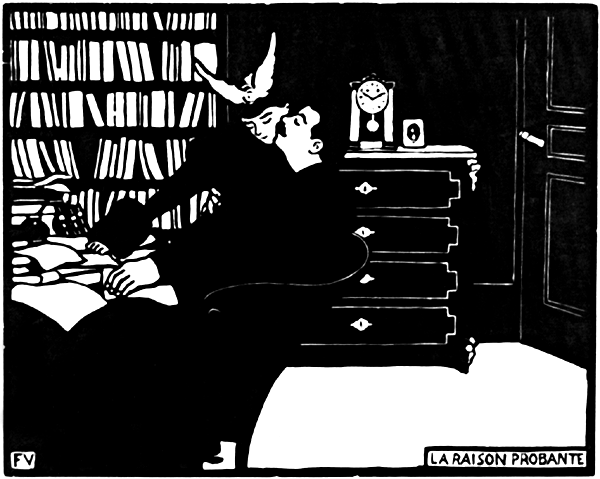
فلیکس والوتون، دلیل قانع‌کننده، چاپ چوب، ۱۸۹۸
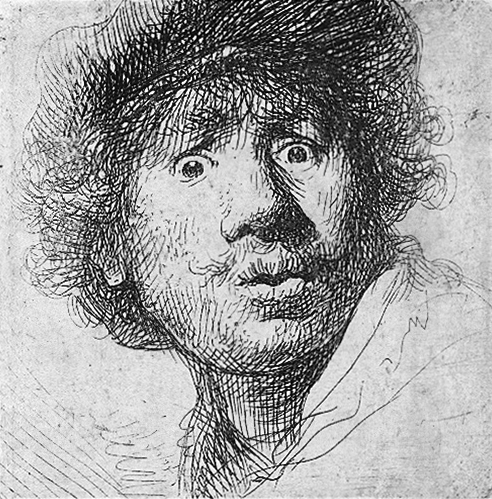
رامبراند، خودنگاره، چاپ فلزی، حدود ۱۶۳۰
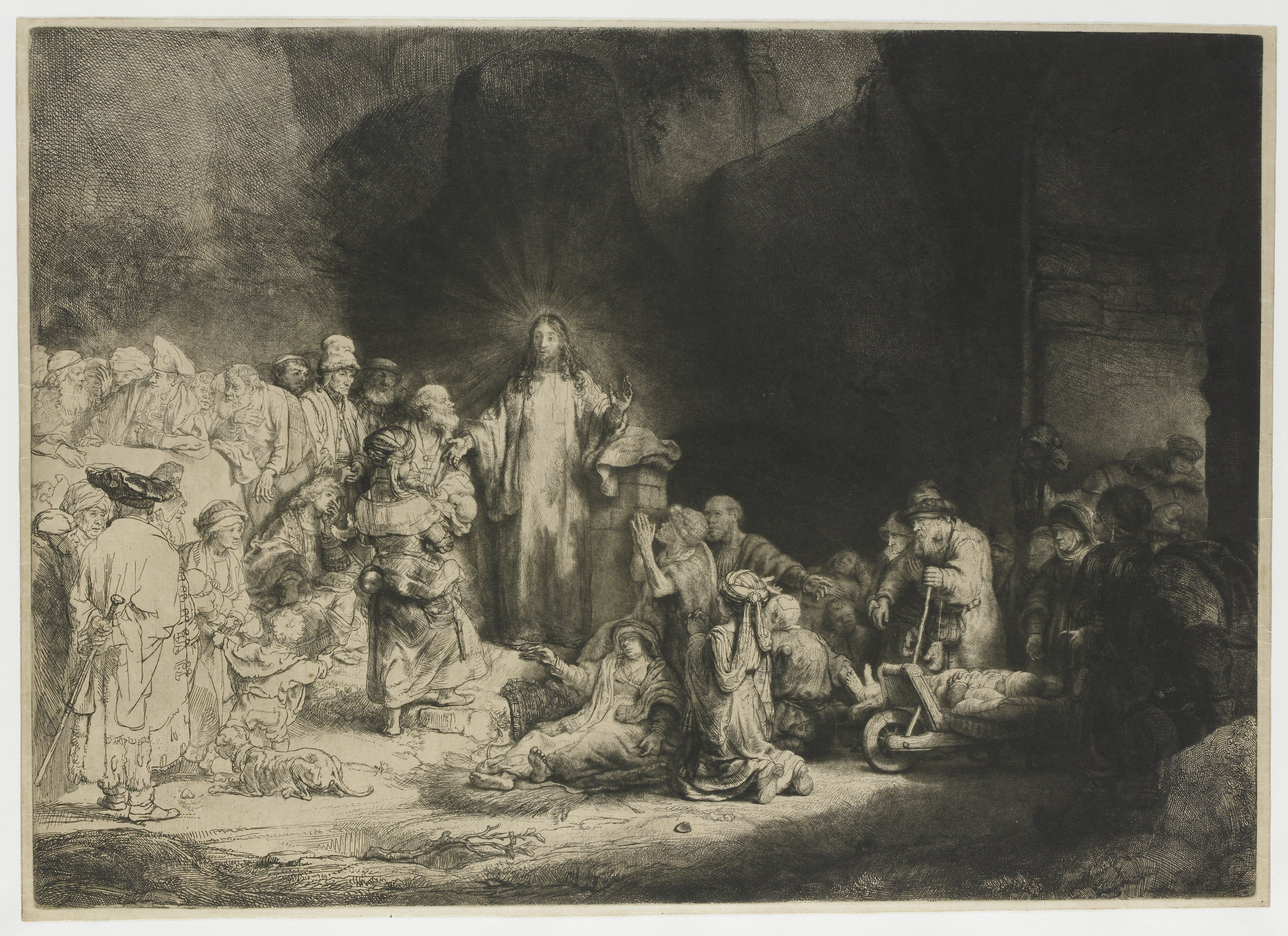
رامبراند، مسیح در حال موعظه، چاپ فلزی، حدود ۱۶۴۸
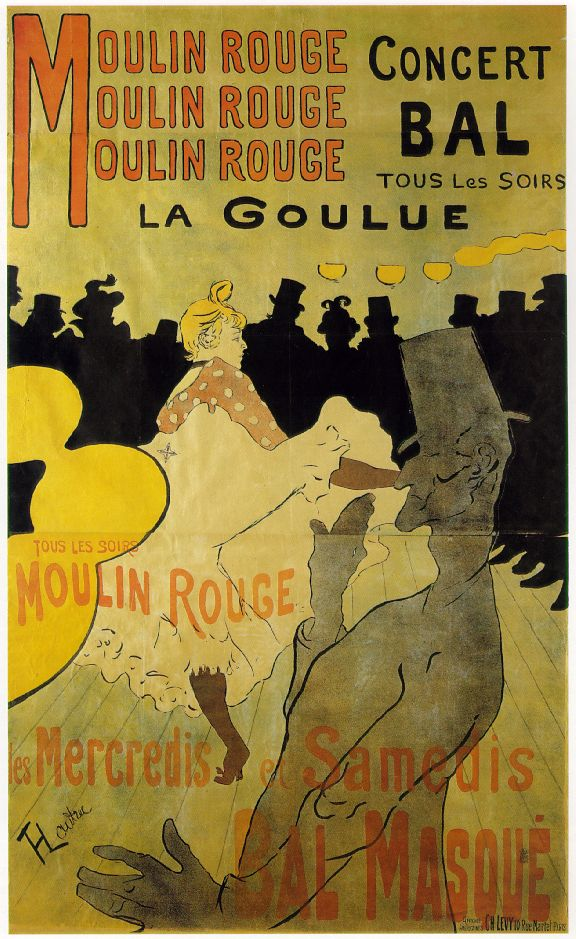
تولوز لوترک، لا گولو، چاپ سنگی، حدود ۱۸۹۱
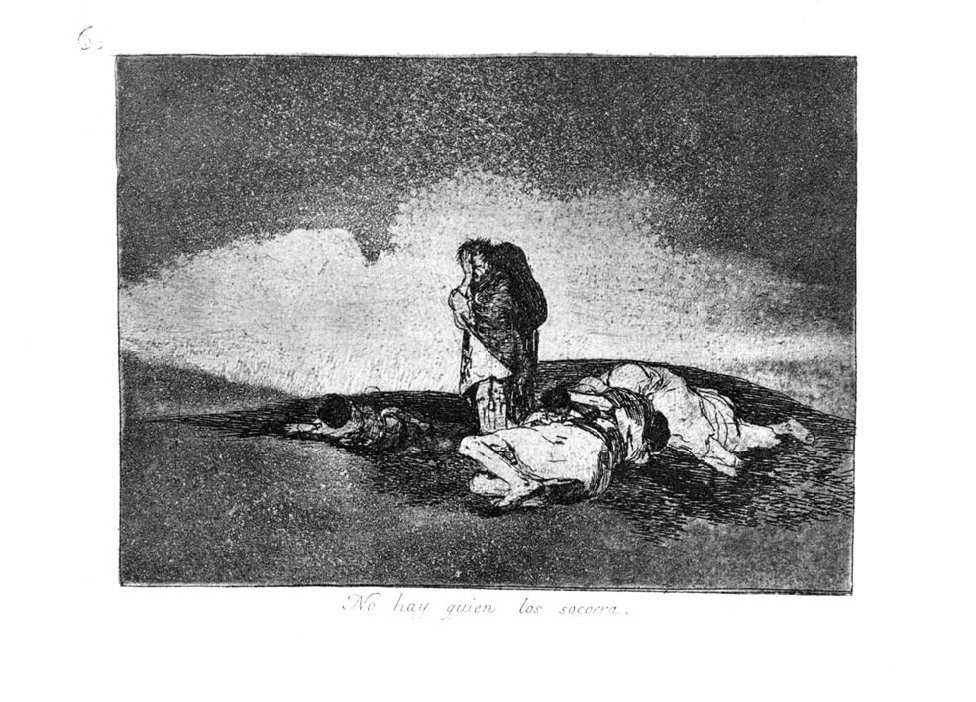
فرانسیسکو گویا، هیچ‌کس نیست که کمکشان کند، چاپ آکواتینت، حدود ۱۸۱۰